# 西哈諾·德·貝傑拉克

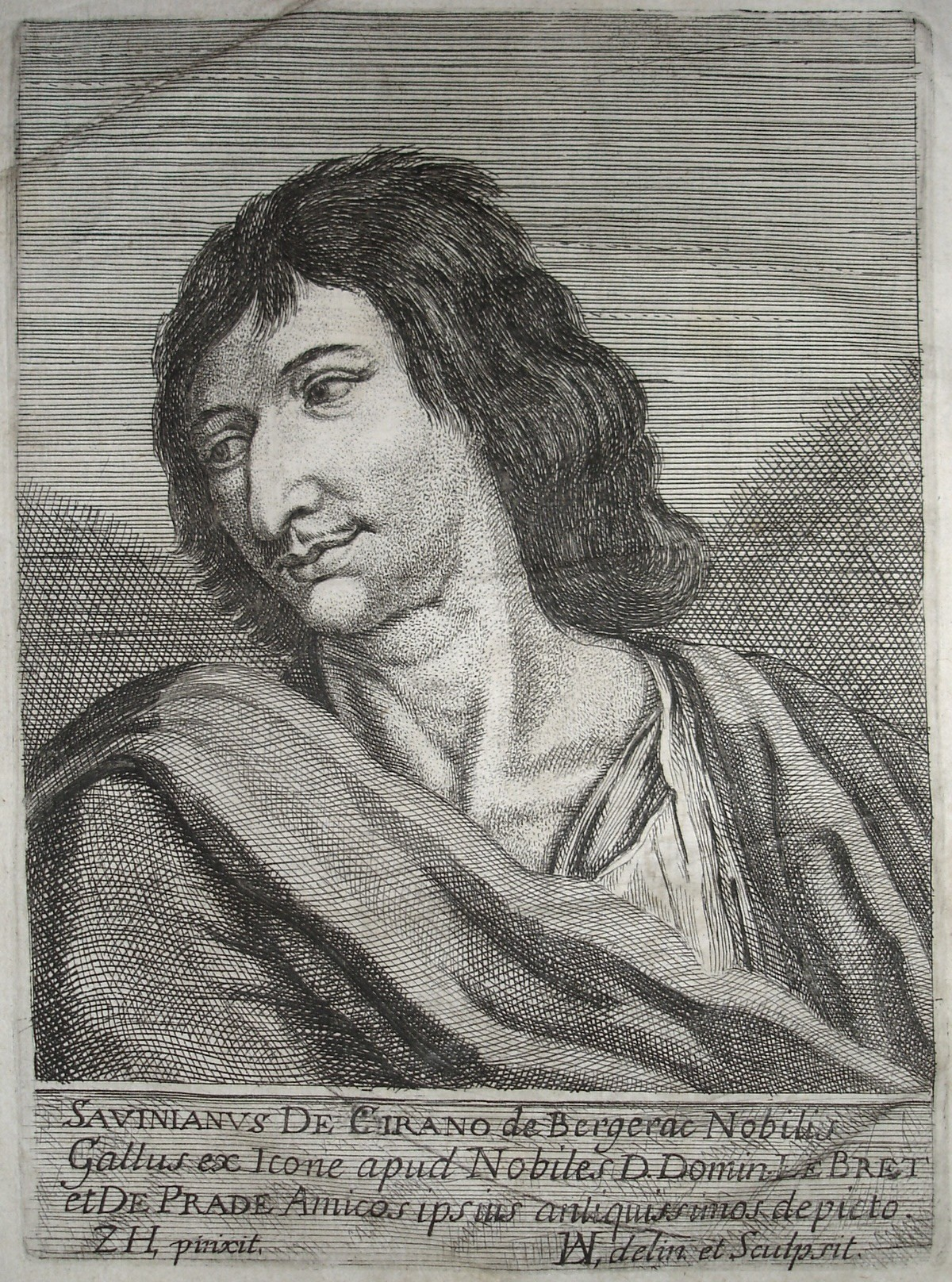
西哈諾·德·貝傑拉克

薩維尼安·德·西哈諾·德·貝傑拉克（法語：Savinien de Cyrano de Bergerac，法語發音：[savinjɛ̃ də siʁano də bɛʁʒəʁak]；1619年3月6日—1655年7月28日）是法國的軍人、作家、哲學家。
以1897年上演的愛德蒙·羅斯丹的舞台劇《風流劍客》（Cyrano de Bergerac）著名，作品描寫因為大鼻子而自卑，而不敢向心儀的女性表達愛意，富有騎士精神、正義感強烈的男性。其著作《月世界旅行記》和《太陽世界旅行記》被視為科幻小說的先驅作品。

## 著作
- (1649) 『Les mazarinades』：諷刺宰相馬薩林的詩集
- (1651) 『反對投石黨的書信』（La lettre contre les Frondeurs）
- (1654) 『阿格里皮娜之死』（La mort d'Agrippine）
- (1654) 『假學究』（Le pédant joué）
- (1654) 『書翰集』（Lettres）
- (1657) 『月世界旅行記』（Histoire comique des etats et empires de la lune）
- (1662) 『太陽世界旅行記』（Histoire comique des eats et empires du soleil）
- (1662) 『物理的斷片』（Le Fragment de Physique）

## 外部連結
- Cyrano de Bergerac的作品  - 古騰堡計劃
- 互联网档案馆中西哈諾·德·貝傑拉克的作品或与之相关的作品
- 來自西哈諾·德·貝傑拉克的LibriVox公共領域有聲讀物
- Le Vrai Cyrano de Bergerac – Biography
- Cyrano(s) de Bergerac（页面存档备份，存于） – Information on fictional portrayals compared to the real person
- The Other World: Society and Government of the Moon – annotated English language edition